# Orinó (Lassíthi)
Orinó, en grec moderne : Ορεινό, ou Ornó (Ορνό), est un village du dème d'Ierápetra, dans le district régional de Lassíthi, de la Crète, en Grèce. Selon le recensement de 2011, la population d'Orinó compte 101 habitants.
Le village est situé à une altitude de 620 m et à une distance de 29 km d'Ierápetra.

## Recensements de la population
| Recensements | 1900 | 1920 | 1928 | 1940 | 1951 | 1961 | 1971 | 1981 | 1991 | 2001 | 2011 |
| ------------ | ---- | ---- | ---- | ---- | ---- | ---- | ---- | ---- | ---- | ---- | ---- |
| Population   | 475  | 508  | 413  | 519  | 433  | 406  | 297  | 292  |      | 264  | 101  |